# إلياس أغيلار
خوسيه أغيلار (بالإسبانية: Elías Aguilar)‏ (7 نوفمبر 1991 ببارفا في كوستاريكا - ) هو لاعب كرة قدم كوستاريكي في مركز مهاجم داخلي، شارك في كأس الكونكاكاف الذهبية 2015 وكوبا سينتروأمريكانا 2017. وشارك مع منتخب كوستاريكا لكرة القدم. أما مع النوادي، فقد لعب مع زاكاتيبيك ونادي هيريديانو.

## وصلات خارجية
- إلياس أغيلار على موقع دوري كوريا الجنوبية (الإنجليزية)
- إلياس أغيلار على موقع قاعدة بيانات كرة القدم.إي يو (الإنجليزية)
- إلياس أغيلار على موقع ناشيونال فوتبول تيمز (الإنجليزية)
- إلياس أغيلار على موقع Soccerway.com (الإنجليزية)
- إلياس أغيلار على موقع عالم كرة القدم.نت (الإنجليزية)
- إلياس أغيلار على موقع AS.com (الإسبانية)